# Таборівська сільська рада (Вознесенський район)
Табо́рівська сільська́ ра́да — колишня адміністративно-територіальна одиниця та орган місцевого самоврядування в Вознесенському районі Миколаївської області. Адміністративний центр — село Таборівка.

## Загальні відомості
- Населення ради: 1 839 осіб (станом на 2001 рік)

## Населені пункти
Сільській раді підпорядковані населені пункти:
- с. Таборівка

## Склад ради
Рада складається з 16 депутатів та голови.
- Голова ради: Гриценко Ольга Миколаївна

### Керівний склад попередніх скликань
| Прізвище, ім'я, по батькові    | Основні відомості                                            | Дата обрання | Дата звільнення |
| ------------------------------ | ------------------------------------------------------------ | ------------ | --------------- |
| Куліченко Олександр Григорович | Сільський голова, 1957 року народження, безпартійний         | 26.03.2006   | 31.10.2010      |
| Гриценко Ольга Миколаївна      | Сільський голова, 1967 року народження, член Партії регіонів | 31.10.2010   |                 |

Примітка: таблиця складена за даними сайту Верховної Ради України

### Депутати
За результатами місцевих виборів 2010 року депутатами ради стали:

#### За суб'єктами висування
| Суб'єкт висування           | Кількість обраних депутатів | %    |
| --------------------------- | --------------------------- | ---- |
| Комуністична партія України | 7                           | 43,8 |
| Партія регіонів             | 6                           | 37,5 |
| Самовисування               | 3                           | 18,8 |

#### За округами
| № округу                    | Прізвище, ім'я, по батькові     | Дата визнання обраним | Освіта             | Партійна приналежність            | Відомості про обраного депутата                              |
| --------------------------- | ------------------------------- | --------------------- | ------------------ | --------------------------------- | ------------------------------------------------------------ |
| Комуністична партія України |                                 |                       |                    |                                   |                                                              |
| 4                           | Циліцин Микола Михайлович       | 03.11.2010            | середня            | член Комуністичної партії України | тимчасово не працює                                          |
| 7                           | Денисенко Валентина Миколаївна  | 03.11.2010            | середня спеціальна | позапартійна                      | Таборівська ПЗ ПСМ, молодша медична сестра                   |
| 12                          | Спанчик Іван Ілліч              | 03.11.2010            | середня спеціальна | член Комуністичної партії України | тимчасово не працює                                          |
| 13                          | Скок Наталія Василівна          | 03.11.2010            | середня спеціальна | позапартійна                      | Таборівська сільська рада                                    |
| 14                          | Федорощевська Тетяна Григорівна | 03.11.2010            | середня спеціальна | позапартійна                      | Вознесенський Гор газ, спеціаліст                            |
| 15                          | Джапаров Алім Міразієвич        | 03.11.2010            | середня спеціальна | член Комуністичної партії України | пенсіонер                                                    |
| 16                          | Ніколаєнко Ніна Аврамівна       | 03.11.2010            | вища               | член Комуністичної партії України | Вознесенський притулок для дітей, вчитель історії            |
| Партія регіонів             |                                 |                       |                    |                                   |                                                              |
| 1                           | Стеля Оксана Георгіївна         | 03.11.2010            | середня            | член Партії регіонів              | Вознесенський продовольчий магазин, продавець                |
| 3                           | Петрушенко Олена Іванівна       | 03.11.2010            | середня спеціальна | член Партії регіонів              | Таборівське КГ, бухгалтер                                    |
| 8                           | Чудак Лариса Анатоліївна        | 03.11.2010            | вища               | член Партії регіонів              | Таборівська загальноосвітня школа, директор                  |
| 9                           | Ковальський Іван Миколайович    | 03.11.2010            | середня спеціальна | член Партії регіонів              | Вознесенський Держлісгосп, лісник                            |
| 10                          | Андрєєв Степан Сергійович       | 03.11.2010            | середня спеціальна | член Партії регіонів              | тимчасово не працює                                          |
| 11                          | Соловйова Олена Миколаївна      | 03.11.2010            | вища               | член Партії регіонів              | Таборівська загальноосвітня школа, вчитель початкових класів |
| Самовисування               |                                 |                       |                    |                                   |                                                              |
| 2                           | Кириченко Людмила Анатоліївна   | 03.11.2010            | середня спеціальна | позапартійна                      | Таборівська сільська рада, спеціаліст                        |
| 5                           | Гончаренко Ольга Василівна      | 03.11.2010            | вища               | позапартійна                      | Вознесенська СШ № 10, вчитель історії                        |
| 6                           | Тютюров Володимир Володимирович | 03.11.2010            | середня            | позапартійний                     | Миколаївські електричні мережі, електрик                     |